# Гиллер, Агатон
Агатон Гиллер (пол. Agaton Giller, 9 января 1831, Опатувек, ныне Калишский повят Великопольского воеводства — 17 июля 1887, Станиславов) — польский политик, один из руководителей восстания 1863 года, журналист, писатель и историк. Брат Стефана Гиллера.

## Биография
Агатон Гиллер родился в семье бургомистра Опатувека Яна Канты Гиллера и Францишки из дома Шпадковских. Имел брата Стефана Януария и сестру Агриппину. Учился в Калише, Варшаве и Ломже.
Был самоучка, изучал польскую историю и литературу. Во время революций 1848—1849 годов попытался проникнуть в Венгрию, но в Рацибуже его арестовали немцы. Выйдя из тюрьмы в феврале 1850 года, Агатон стал работать домашним учителем детей состоятельных землевладельцев. В 1852 году переехал в Краков и на правах свободного студента изучал историю в Ягеллонском университете. Австрийские полицейские узнали, что Гиллер революционер и нелегально находится в Австро-Венгрии. 10 апреля 1853 года его, как подданного России, передали в руки русской жандармерии. Был заключён в Александровской цитадели по обвинению в антироссийской деятельности. Согласно решению суда, Гиллер должен был отбывать каторжные работы в Восточной Сибири. Освободившись из каторги в 1858 году, поселился в Иркутске. Там Гиллер основал польскую школу, в которой сам преподавал.
В октябре 1860 года он вернулся Царство Польское и стал работать журналистом в Варшаве. Наладил знакомства с членами Городской делегации, принимал участие в манифестациях. После кровавой расправы над участниками демонстрации 8 апреля 1861 года Гиллер распространил прокламацию — «Послание ко всем соотечественникам на польской земле» (пол. Posłanie do всех rodaków na ziemi polskiej), в котором призвал к солидарности людей из разных общественных слоев и к антироссийксому вооруженному выступлению. 16 октября был ранен во время резни в Варшавском кафедральном соборе. С 1862 года работал корреспондентом краковской газеты «Время» (орган консервативной политической группировки «станчики») — в Царстве Польском. Став членом Центрального национального комитета, отговаривал радикальных «красных» от попытки немедленно начать восстание и призвал либеральных белых отказаться от иллюзии, что беспорядки удастся уладить мирным путём. Гиллер считал, что успеха можно достичь благодаря хорошо приготовленным и слаженным военным действиям. 24 июля в 1862 году он отредактировал инструкцию, по которой предстояло организовать массовое восстание. Также был автором концепции создания подпольных польских государственных структур. В сентябре того же года Гиллер вместе с Зигмундом Падлевским отправился в Лондон, где нашёл понимание и вступил в соглашение с Александром Герценом, редактором российской демократической газеты «Колокол».
После начала восстания 1863 года Гиллер вышел из Центрального национального комитета (ЦНК), потому что считал организацию спонсируемой русскими. Вскоре, однако, вошел в состав Исполнительного комитета — повстанческого правительства. Открыто перейдя на сторону белых, 24 февраля 1863 года вернулся в ЦНК и настоял на том, чтобы передать диктатуру Мариану Лангевичу. Потом стал его секретарём. 12 апреля 1863 года, после смерти на дуэли Стефана Бобровского, Гиллер стал председателем Временного национального правительства (с 10 мая 1863 года — председатель Национального правительства) и занимал эту должность до 23 мая. В то время он редактировал издания «Страница» (пол. Strażnica), «Движение» (пол. Ruch) и «Ведомости поля битвы» (пол. Wiadomości pola bitwy). Гиллер написал воззвание к гражданам прусской и австрийской частей Польши, а также инструкцию агентам Национального правительства за рубежом. После смены правительства поехал представлять его в Вене.
Получив от «красных» анонимный смертный приговор, Гиллер устранился от управления. После подавления восстания 1863 года эмигрировал в Саксонию — сперва в Дрезден, а затем в Лейпциг. В 1864 году Гиллера заочно приговорили к четырём годам лишения свободы за то, что он нелегально издавал в этом городе журнал «Отчизна» (пол. Ojczyzna). Из-за этого он перебрался в Швейцарию, где находился с 1864 по 1867 год. Основал в Бендликоне (кантон Цюрих) типографию и в ней тиражировал тот же журнал. Организовал общество помощи полякам, которые эмигрировали в Швейцарию. Работая библиотекарем в Рапперсвилле (кантон Санкт-Галлен), Гиллер подал идею создать в этом городе Польский национальный музей, которую в 1870 году реализовал Владислав Платер. В 1867 году, поселившись в Париже, Гиллер выпускал газеты «Отчизна» и «Парижский курьер» (пол. Kurier Paryski). Организовал общество поддержки поляков, которые эмигрировали и учатся за границей. В 1870 году перебрался в Галицию. Сотрудничал с изданиями «Народная газета» (пол. Gazeta Narodowa) и «Литературное движение» (пол. Ruch Literacki). В 1877 году вместе с Адамом Сапегой Агатон Гиллер взялся формировать национальное правительство в Галиции, чтобы повести борьбу против России с помощью Великобритании и Турции. Тогда австро-венгерская власть выдворила Гиллера из страны. В 1878 году он вернулся в Рапперсвиль. Работая в Польском национальном музее, предложил учредить польскую государственную казну. Принял участие в формировании Польского легиона в Турции. По его совету поляки, проживавшие в США, в 1880 году создали Национальный союз Польши. В 1880 году Гиллер смог въехать в Галицию. В 1884 году окончательно осел в Станиславове, поселившись у сестры — Агриппины Коперницкой. Сотрудничал с газетой «Станиславовский курьер» (пол. Kurier Stanisławowski) и другими журналами в Лемберге, Познани и США.
Агатон Гиллер умер от пневмонии 17 июля 1887 года в Станиславове (ныне Ивано-Франковск). Был похоронен на Сапеговском кладбище в этом городе. В конце 1970-х годов Ивано-Франковский горсовет постановил разрушить кладбище. Постановление было выполнено, а в 1981 году, по инициативе членов Национального союза Польши, останки Гиллера перезахоронили на Повонзковском кладбище.

## Произведения
- Groby polskie w Irkucku, Kraków 1864 (пол.)
- Podróż więźnia etapami do Syberyi w roku 1854. T. 1 Lipsk 1866 (недоступная ссылка) (пол.)
- Podróż więźnia etapami do Syberyi w roku 1854. T. 2 Lipsk 1866 (недоступная ссылка) (пол.)
- Opisanie zabajkalskiej krainy. T. 1-3. Lipsk, 1867 (пол.)
- Polska w walce. T. 1-2, 1868, 1875
- Z wygnania. T. 1 Lwów 1870 (недоступная ссылка) (пол.)
- Z wygnania. T. 2 Lwów 1870 (недоступная ссылка) (пол.)
- Historia powstania narodu polskiego. Т. 1-4. Paryż 1867—1871 (пол.)
- Polska na Wystawie Powszechnej we Wiedniu, 1873
- Z podróży po krainach słowackich, 1876
- Aleksander hrabia Wielopolski margrabia Gonzaga Myszkowski, Lwów 1878 (пол.)
- Agaton Giller. O Władysławie hr. Tarnowskim. «Ruch Literacki». 1, 1878.